# Хамелеонова гъба
Хамелеоновата гъба (Laccaria laccata) е вид ядлива, базидиева гъба от род Laccaria.

## Описание
Шапката ѝ е с диаметър около 2-5 cm, с гладка и дребнолюспеста повърхност. Ръбът е първоначално подвид навътре, а по-късно изправен и в много случаи насечен. Пънчето е цилиндрично, плътно и жилаво, с размери 5-10 × 0,5-1 cm.

## Разпространение и местообитание
Видът е разпространен в Северна Америка и Европа. Среща се в широколистни, иглолистни и смесени гори, храсталаци, ливади и поляни, от средата на лятото до края на есента.